# Underhållskonsult
Underhållskonsult är en person som arbetar med frågor rörande underhåll och driftsäkerhet inom tillverkningsindustri. Underhållskonsulter strävar efter att effektivisera underhållet och förbättra driftsäkerheten vid de enskilda industrierna. Konkret kan detta innefatta en rad olika åtgärder som till exempel att utarbeta förslag på effektivisering av det förebyggande underhållet, underhållsorganisationen, planeringen och beredningen, operatörsunderhållet, förbättringsgrupper, underhållsvisioner, mål, strategier och nyckeltal och underhållsledning.
Svensk industri har tillsammans med japanerna, amerikanerna och tyskarna en framträdande roll globalt när det gäller underhållskonsulter och underhållsutbildningar.
En standard som är bra att hänvisa till när det gäller det mest som rör underhåll är SS-EN 13306. Enligt denna standard är definitionen på underhåll:
”Kombination av alla tekniska, administrativa och ledningens åtgärder under en enhets livstid avsedda att vidmakthålla den i, eller återställa den till, ett sådant tillstånd att den kan utföra krävd funktion.”